# Liste der Nummer-eins-Hits in den USA (1983)
Dies ist eine Liste der Nummer-eins-Hits in den von Billboard ermittelten Charts in den USA (Hot 100) im Jahr 1983. In diesem Jahr gab es siebzehn Nummer-eins-Singles und sechs Nummer-eins-Alben.

## Singles
| ← 1982 ← | Liste der Nummer-eins-Hits in den USA | Liste der Nummer-eins-Hits in den USA        | Liste der Nummer-eins-Hits in den USA                                 | 1984 →                    |
| \| Zeitraum \| Wo. ges. \| Interpret \| Titel Autor(en) \| Zusätzliche Informationen \| \| (Zeitraum, Wochen auf Platz eins, Interpret, Titel, Autor[en], zusätzliche Informationen) \| \| \| \| \| \| ----------------------------------------------------------------------------------------- \| -------- \| -------------------------------------------- \| ------------------------------------------------------------------------ \| ------------------------- \| \| 18. Dezember 1982 – 14. Januar 1983 4 Wochen (insgesamt 4) \| 4 \| Hall & Oates \| Maneater[1] Daryl Hall, John Oates, Sara Allen \| - \| \| 15. Januar 1983 – 4. Februar 1983 3 Wochen (insgesamt 4) \| 4 \| Men at Work \| Down Under[2] Colin Hay, Ron Strykert \| - \| \| 5. Februar 1983 – 11. Februar 1983 1 Woche (insgesamt 1) \| 1 \| Toto \| Africa[3] David Paich, Jeff Porcaro \| - \| \| 12. Februar 1983 – 18. Februar 1983 1 Woche (insgesamt 4) \| 4 \| Men at Work \| Down Under Colin Hay, Ron Strykert \| - \| \| 19. Februar 1983 – 4. März 1983 2 Wochen (insgesamt 2) \| 2 \| Patti Austin & James Ingram \| Baby, Come to Me[4] Rod Temperton \| - \| \| 5. März 1983 – 22. April 1983 7 Wochen (insgesamt 7) \| 7 \| Michael Jackson \| Billie Jean[5] Michael Jackson \| - \| \| 23. April 1983 – 29. April 1983 1 Woche (insgesamt 1) \| 1 \| Dexys Midnight Runners & The Emerald Express \| Come On Eileen[6] Kevin Rowland, Jim Paterson, Billy Adams \| - \| \| 30. April 1983 – 20. Mai 1983 3 Wochen (insgesamt 3) \| 3 \| Michael Jackson \| Beat It[7] Michael Jackson \| - \| \| 21. Mai 1983 – 27. Mai 1983 1 Woche (insgesamt 1) \| 1 \| David Bowie \| Let’s Dance[8] David Bowie \| - \| \| 28. Mai 1983 – 8. Juli 1983 6 Wochen (insgesamt 6) \| 6 \| Irene Cara \| Flashdance … What a Feeling[9] Giorgio Moroder, Keith Forsey, Irene Cara \| - \| \| 9. Juli 1983 – 2. September 1983 8 Wochen (insgesamt 8) \| 8 \| The Police \| Every Breath You Take[10] Sting \| - \| \| 3. September 1983 – 9. September 1983 1 Woche (insgesamt 1) \| 1 \| Eurythmics \| Sweet Dreams (Are Made of This)[11] Annie Lennox, David A. Stewart \| - \| \| 10. September 1983 – 23. September 1983 2 Wochen (insgesamt 2) \| 2 \| Michael Sembello \| Maniac[12] Michael Sembello, Dennis Matkosky \| - \| \| 24. September 1983 – 30. September 1983 1 Woche (insgesamt 1) \| 1 \| Billy Joel \| Tell Her About It[13] Billy Joel \| - \| \| 1. Oktober 1983 – 28. Oktober 1983 4 Wochen (insgesamt 4) \| 4 \| Bonnie Tyler \| Total Eclipse of the Heart[14] Jim Steinman \| - \| \| 29. Oktober 1983 – 11. November 1983 2 Wochen (insgesamt 2) \| 2 \| Kenny Rogers & Dolly Parton \| Islands in the Stream[15] Barry Gibb, Maurice Gibb, Robin Gibb \| - \| \| 12. November 1983 – 9. Dezember 1983 4 Wochen (insgesamt 4) \| 4 \| Lionel Richie \| All Night Long (All Night)[16] Lionel Richie \| - \| \| 10. Dezember 1983 – 20. Januar 1984 6 Wochen (insgesamt 6) \| 6 \| Paul McCartney & Michael Jackson \| Say Say Say[17] Paul McCartney, Michael Jackson \| - \| |                                       |                                              |                                                                       |                           |
| ← 1982 |                                       |                                              |                                                                       | → 1984 →                  |
| Zeitraum | Wo. ges.                              | Interpret                                    | Titel Autor(en)                                                       | Zusätzliche Informationen |
| (Zeitraum, Wochen auf Platz eins, Interpret, Titel, Autor[en], zusätzliche Informationen) |                                       |                                              |                                                                       |                           |
| 18. Dezember 1982 – 14. Januar 1983 4 Wochen (insgesamt 4) | 4                                     | Hall & Oates                                 | Maneater Daryl Hall, John Oates, Sara Allen                           | -                         |
| 15. Januar 1983 – 4. Februar 1983 3 Wochen (insgesamt 4) | 4                                     | Men at Work                                  | Down Under Colin Hay, Ron Strykert                                    | -                         |
| 5. Februar 1983 – 11. Februar 1983 1 Woche (insgesamt 1) | 1                                     | Toto                                         | Africa David Paich, Jeff Porcaro                                      | -                         |
| 12. Februar 1983 – 18. Februar 1983 1 Woche (insgesamt 4) | 4                                     | Men at Work                                  | Down Under Colin Hay, Ron Strykert                                    | -                         |
| 19. Februar 1983 – 4. März 1983 2 Wochen (insgesamt 2) | 2                                     | Patti Austin & James Ingram                  | Baby, Come to Me Rod Temperton                                        | -                         |
| 5. März 1983 – 22. April 1983 7 Wochen (insgesamt 7) | 7                                     | Michael Jackson                              | Billie Jean Michael Jackson                                           | -                         |
| 23. April 1983 – 29. April 1983 1 Woche (insgesamt 1) | 1                                     | Dexys Midnight Runners & The Emerald Express | Come On Eileen Kevin Rowland, Jim Paterson, Billy Adams               | -                         |
| 30. April 1983 – 20. Mai 1983 3 Wochen (insgesamt 3) | 3                                     | Michael Jackson                              | Beat It Michael Jackson                                               | -                         |
| 21. Mai 1983 – 27. Mai 1983 1 Woche (insgesamt 1) | 1                                     | David Bowie                                  | Let’s Dance David Bowie                                               | -                         |
| 28. Mai 1983 – 8. Juli 1983 6 Wochen (insgesamt 6) | 6                                     | Irene Cara                                   | Flashdance … What a Feeling Giorgio Moroder, Keith Forsey, Irene Cara | -                         |
| 9. Juli 1983 – 2. September 1983 8 Wochen (insgesamt 8) | 8                                     | The Police                                   | Every Breath You Take Sting                                           | -                         |
| 3. September 1983 – 9. September 1983 1 Woche (insgesamt 1) | 1                                     | Eurythmics                                   | Sweet Dreams (Are Made of This) Annie Lennox, David A. Stewart        | -                         |
| 10. September 1983 – 23. September 1983 2 Wochen (insgesamt 2) | 2                                     | Michael Sembello                             | Maniac Michael Sembello, Dennis Matkosky                              | -                         |
| 24. September 1983 – 30. September 1983 1 Woche (insgesamt 1) | 1                                     | Billy Joel                                   | Tell Her About It Billy Joel                                          | -                         |
| 1. Oktober 1983 – 28. Oktober 1983 4 Wochen (insgesamt 4) | 4                                     | Bonnie Tyler                                 | Total Eclipse of the Heart Jim Steinman                               | -                         |
| 29. Oktober 1983 – 11. November 1983 2 Wochen (insgesamt 2) | 2                                     | Kenny Rogers & Dolly Parton                  | Islands in the Stream Barry Gibb, Maurice Gibb, Robin Gibb            | -                         |
| 12. November 1983 – 9. Dezember 1983 4 Wochen (insgesamt 4) | 4                                     | Lionel Richie                                | All Night Long (All Night) Lionel Richie                              | -                         |
| 10. Dezember 1983 – 20. Januar 1984 6 Wochen (insgesamt 6) | 6                                     | Paul McCartney & Michael Jackson             | Say Say Say Paul McCartney, Michael Jackson                           | -                         |

## Alben
| ← 1982 ← | Liste der Nummer-eins-Alben in den USA | Liste der Nummer-eins-Alben in den USA | Liste der Nummer-eins-Alben in den USA | 1984 →                    |
| \| Zeitraum \| Wo. ges. \| Interpret \| Titel \| Zusätzliche Informationen \| \| (Zeitraum, Wochen auf Platz eins, Interpret, Titel, zusätzliche Informationen) \| \| \| \| \| \| ------------------------------------------------------------------------------ \| -------- \| ---------------------------------- \| --------------------- \| ------------------------- \| \| 1. Januar 1983 – 25. Februar 1983 8 Wochen (insgesamt 15) \| 15 \| Men at Work \| Business as Usual[18] \| - \| \| 26. Februar 1983 – 24. Juni 1983 17 Wochen (insgesamt 17) \| 17 \| Michael Jackson \| Thriller[19] \| - \| \| 25. Juni 1983 – 8. Juli 1983 2 Wochen (insgesamt 4) \| 4 \| Original Motion Picture Soundtrack \| Flashdance[20] \| - \| \| 9. Juli 1983 – 22. Juli 1983 2 Wochen (insgesamt 19) \| 19 \| Michael Jackson \| Thriller \| - \| \| 23. Juli 1983 – 9. September 1983 7 Wochen (insgesamt 7) \| 7 \| The Police \| Synchronicity[21] \| - \| \| 10. September 1983 – 16. September 1983 1 Woche (insgesamt 20) \| 20 \| Michael Jackson \| Thriller \| - \| \| 17. September 1983 – 25. November 1983 10 Wochen (insgesamt 17) \| 17 \| The Police \| Synchronicity \| - \| \| 26. November 1983 – 2. Dezember 1983 1 Woche (insgesamt 1) \| 1 \| Quiet Riot \| Metal Health[22] \| - \| \| 3. Dezember 1983 – 23. Dezember 1983 3 Wochen (insgesamt 3) \| 3 \| Lionel Richie \| Can’t Slow Down[23] \| - \| \| 24. Dezember 1983 – 30. Dezember 1983 1 Woche (insgesamt 21) \| 21 \| Michael Jackson \| Thriller \| - \| |                                        |                                        |                                        |                           |
| ← 1982 |                                        |                                        |                                        | → 1984 →                  |
| Zeitraum | Wo. ges.                               | Interpret                              | Titel                                  | Zusätzliche Informationen |
| (Zeitraum, Wochen auf Platz eins, Interpret, Titel, zusätzliche Informationen) |                                        |                                        |                                        |                           |
| 1. Januar 1983 – 25. Februar 1983 8 Wochen (insgesamt 15) | 15                                     | Men at Work                            | Business as Usual                      | -                         |
| 26. Februar 1983 – 24. Juni 1983 17 Wochen (insgesamt 17) | 17                                     | Michael Jackson                        | Thriller                               | -                         |
| 25. Juni 1983 – 8. Juli 1983 2 Wochen (insgesamt 4) | 4                                      | Original Motion Picture Soundtrack     | Flashdance                             | -                         |
| 9. Juli 1983 – 22. Juli 1983 2 Wochen (insgesamt 19) | 19                                     | Michael Jackson                        | Thriller                               | -                         |
| 23. Juli 1983 – 9. September 1983 7 Wochen (insgesamt 7) | 7                                      | The Police                             | Synchronicity                          | -                         |
| 10. September 1983 – 16. September 1983 1 Woche (insgesamt 20) | 20                                     | Michael Jackson                        | Thriller                               | -                         |
| 17. September 1983 – 25. November 1983 10 Wochen (insgesamt 17) | 17                                     | The Police                             | Synchronicity                          | -                         |
| 26. November 1983 – 2. Dezember 1983 1 Woche (insgesamt 1) | 1                                      | Quiet Riot                             | Metal Health                           | -                         |
| 3. Dezember 1983 – 23. Dezember 1983 3 Wochen (insgesamt 3) | 3                                      | Lionel Richie                          | Can’t Slow Down                        | -                         |
| 24. Dezember 1983 – 30. Dezember 1983 1 Woche (insgesamt 21) | 21                                     | Michael Jackson                        | Thriller                               | -                         |